# János Antal
János Antal (ur. 7 października 1888 w Budapeszcie) – węgierski lekkoatleta specjalizujący się w biegach średniodystansowych, uczestnik igrzysk olimpijskich.
Antal reprezentował Królestwo Węgier podczas V Letnich Igrzyskach Olimpijskich w 1912 roku w Sztokholmie, gdzie wystartował w jednej konkurencji. W biegu na 800 metrów wystartował w siódmym biegu eliminacyjnym. Początkowo prowadził, lecz wyprzedzony przez trzech zawodników, wycofał się na ostatnim łuku i nie ukończył biegu.